# 伯翁
伯翁（法語：Bevons）是法国上普罗旺斯阿尔卑斯省的一个市镇，属于福卡尔基耶区。该市镇2009年时的人口为240人。

## 人口
伯翁人口变化图示
| 数据来源：INSEE |